# Hautecourt-Romanèche
Hautecourt-Romanèche es una comuna francesa situada en el departamento de Ain, en la región de Auvernia-Ródano-Alpes. Pertenece a la comunidad de aglomeración del Bassin de Bourg-en-Bresse.

## Demografía
| 469 | 446 | 456 | 549 | 588 | 676 | 727 | 795 | 756 |
| Para los censos de 1962 a 1999 la población legal corresponde a la población sin duplicidades (Fuente: INSEE [Consultar]) |     |     |     |     |     |     |     |     |